# Skovbjerg Bakkeø

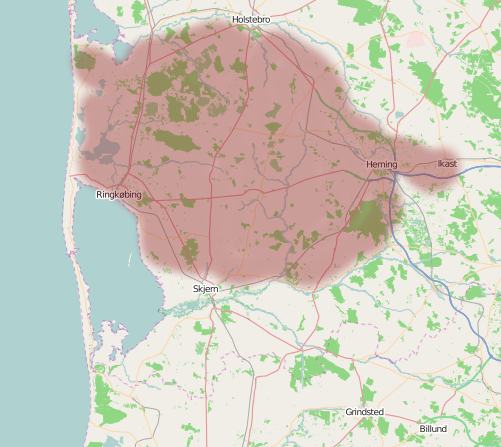
Skovbjerg Bakkeø

Skovbjerg Bakkeø är Danmarks största bakkeö, med en sammanlagd yta på 1.500 km². Den ligger i Mitt- och Västjylland mellan Skjern Å i syd och Storå i nord och sträcker sig uppemot 70 kilometer in i landet från kusten i väst till området omkring Herning, med ett finger till Ikast i öst.
Bakkeön blev till under den näst sista istiden, Saaleistiden, och är mot norr, öster och söder omgärdad av smältvattenslätter, som skapades undet den senaste istiden, Weichselistiden. Under denna period ledde Ussings israndslinje stora mängder smältvatten och material ut över det isfria landskapet, där det avsattes som smältvattenavlagringar bestående av grus, sand och lera. Fladen väster om Skovbjerg Bakkeø är i motsats till övrig del av landskapet inte en produkt av glaciäris och smältvattenfloder, utan är en strandslätt som blev kvar när havet drog sig tillbaka under slutet av Eemmellanistiden. Det är oklart var avlagringar från Eem ligger vid kanten av Skovbjerg Bakkeø, men de kan möjligen ligga dolda under yngre avlagringar.
Den högsta punkten på Skovbjerg Bakkeø är Tihøje, väster om Vildbjerg, 111 meter över havet.
Skovbjerg Bakkeø gränsar till Karup Hedeslette mot nordost, Grinsted Hedeslette mot öster och söder samt Husby Klit mot väster.